# Reinhard Heydrich
Reinhard Tristan Eugen Heydrich (7. března 1904 Halle an der Saale – 4. června 1942 Praha) byl prominentní nacista, blízký spolupracovník Heinricha Himmlera, SS-Obergruppenführer a generál policie, šéf Hlavního úřadu říšské bezpečnosti (RSHA) a Bezpečnostní služby (SD), prezident Interpolu v letech 1940–1942, v letech 1941–1942 zastupující říšský protektor Protektorátu Čechy a Morava. Podílel se na perzekuci Židů a posléze se stal jedním z hlavních organizátorů holokaustu. Předsedal konferenci ve Wannsee, která uvedla do praxe tzv. konečné řešení židovské otázky. Jako zastupující říšský protektor využíval politiku cukru a biče – sociální výhody dělníkům pracujícím pro potřeby třetí říše a zároveň brutální perzekuci vůči neloajálním a nepřátelům. Českoslovenští výsadkáři vyslaní z Anglie v rámci operace Anthropoid provedli v Praze dne 27. května 1942 atentát, na jehož následky po osmi dnech v Praze zemřel. V odplatě za jeho smrt zavedli nacisté krutá opatření známá jako druhá heydrichiáda a povraždili několik tisíc obyvatel Protektorátu. Pravděpodobně na jeho „počest“ byla nazvána operace Reinhard, která prakticky vyhladila židovské obyvatelstvo Polska.

## Rodina, mládí
Reinhard Tristan Eugen Heydrich se narodil v Halle nad Sálou nedaleko Lipska. Pocházel z dobře situované měšťanské rodiny. Jeho otec byl hudební skladatel, operní pěvec a posléze ředitel hallské konzervatoře Richard Bruno Heydrich, který svých úspěchů na poli hudebním dosáhl především díky své píli a odhodlání. Jeho matka se jmenovala Elisabeth Anna Maria Amalia Heydrichová rozená Krantzová. Jména Reinhard a Tristan obdržel na počest hrdinů oper Amen (dílo Richarda Heydricha) a Tristan a Isolda (dílo Richarda Wagnera). Jméno Eugen pak měl po svém dědečkovi z matčiny strany – její otec Eugen Krantz zastával post ředitele Drážďanské královské konzervatoře.

Reinhard měl dva sourozence: o tři roky starší sestru Marii a o rok mladšího bratra Heinze-Siegfrieda. V dětských letech byl paličatý a vzpurný. Neměl kamarády a spolužáci se mu posmívali pro vysoký mečivý hlas a přezdívkou Icik dali průchod podezření o jeho částečně židovském původu.
Po skončení první světové války se jako 14letý mladík stal členem Freikorpsu, v jejichž řadách působil přibližně rok. Jeho účast v bojích proti bolševické revoluci v Německu však byla formální, a to především kvůli věku a nulovým bojovým zkušenostem.

## V námořnictvu
Po studiích na gymnáziu se dal k námořnictvu. Roku 1922 nastoupil na důstojnickou školu v Kielu. Sloužil na křižníku německého námořnictva Berlin. Roku 1931 byl po předchozí milostné aféře (byl jednou dívkou obviněn z nečestného jednání a z toho, že ji přivedl do jiného stavu) z námořnictva propuštěn.

## Kariéra u SS

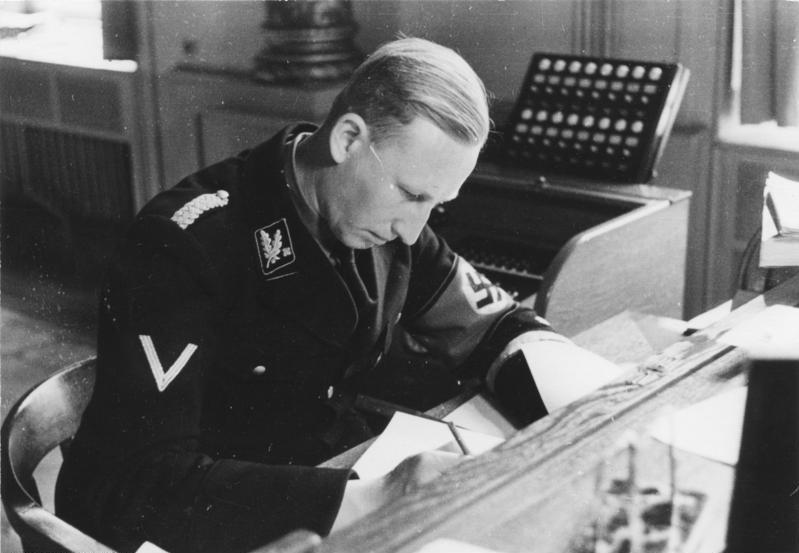
Reinhard Heydrich (1934)

Roku 1931 se zasnoubil s Linou von Ostenovou a ta ho přivedla k NSDAP a SS. V roce 1932 založil Bezpečnostní službu – Sicherheitsdienst (SD). Roku 1934 se zúčastnil „noci dlouhých nožů“ jako padělatel důkazů proti Ernstu Röhmovi. V roce 1939 byl pod jeho vedením vytvořen Hlavní úřad říšské bezpečnosti (RSHA).

## Soukromý život
Dne 26. prosince 1931 se oženil se šlechtičnou Linou von Osten a měl s ní čtyři děti:
- Klaus Heydrich (17. 6. 1933 – 24. 10. 1943)
- Heider Heydrich (* 28. 12. 1934)
- Silke Heydrich (* 9. 4. 1939)
- Marte Heydrich (* 23. 7. 1942)

Ve volném čase se zabýval hrou na housle a šermem, v šermu byl několikanásobný přeborník SS, ovládal plynně několik světových jazyků.

## Za války
Heydrich zorganizoval přepadení vysílačky v Gliwicích, která měla doložit polskou agresi vůči Německu a před světem ospravedlnit německý útok na Polsko.
V letech 1939–1941 byl rezervním stíhacím pilotem Luftwaffe, podnikl dokonce několik bojových letů, nicméně poté, co byl sestřelen nad nepřátelským územím a několik dnů nezvěstný, mu Hitler další bojové lety zakázal.
Během německé okupace Polska se Heydrich podílel na vyhlazovacích akcích proti Polákům pod krycími jmény operace Tannenberg a Intelligenzaktion, při kterých bylo zavražděno několik desítek tisíc příslušníků polské elity.

## Holokaust

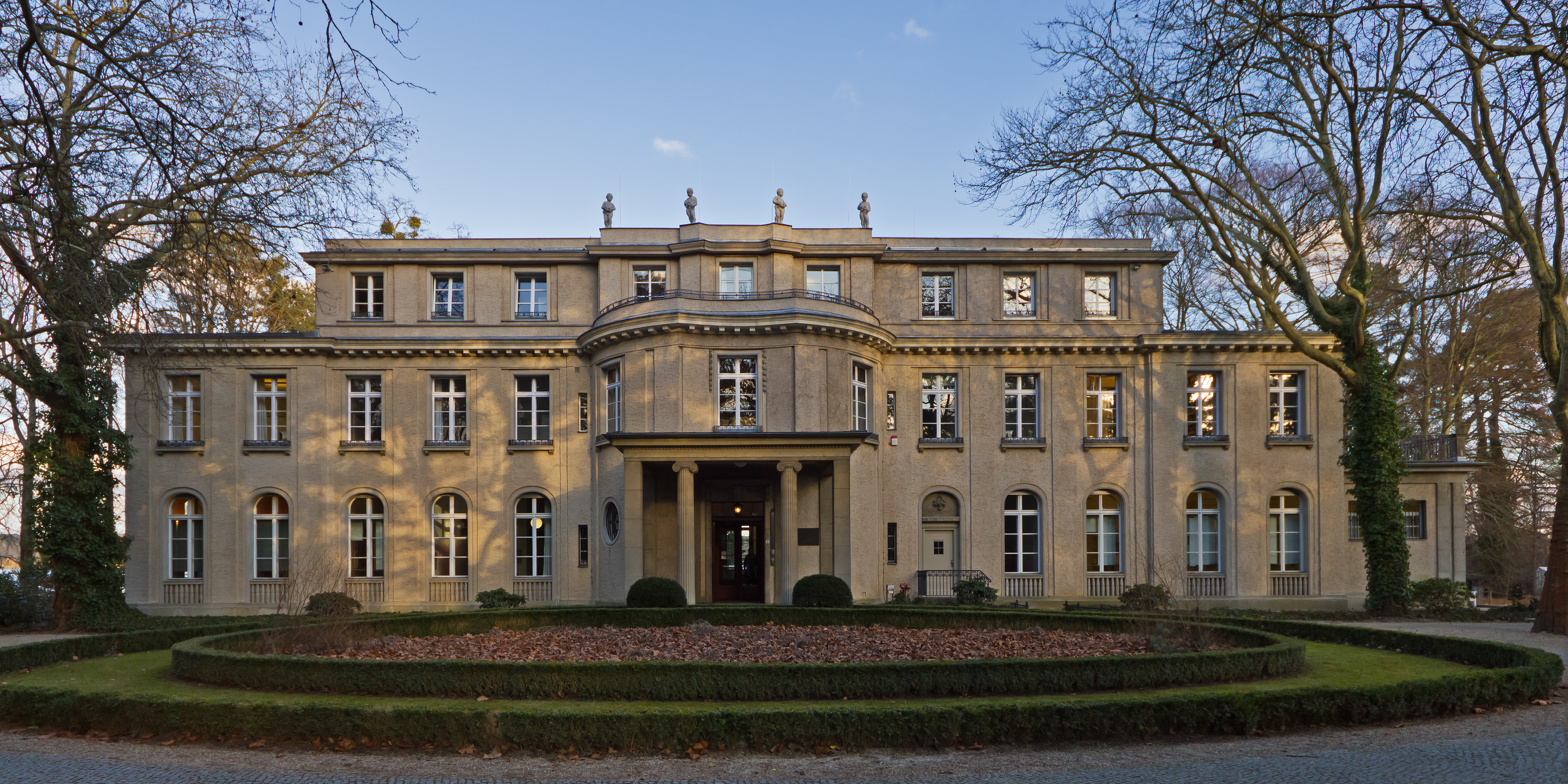
Vila ve Wannsee, kde bylo za předsednictví SS-Oberguppenführera R. Heydricha dohodnuto vyvraždění miliónů nevinných lidí

V lednu 1942 předsedal konferenci ve Wannsee, na které bylo dohodnuto usmrcení miliónů lidí židovské národnosti ve vyhlazovacích táborech smrti (např. Majdanek, Treblinka, Osvětim, Chelmno atd.).

## Zastupující říšský protektor

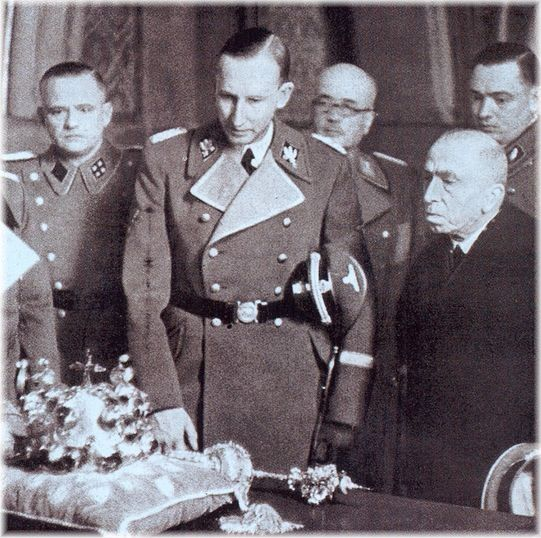
Heydrich a Emil Hácha si prohlížejí české korunovační klenoty

Dne 27. září 1941 přiletěl do Prahy a den nato se oficiálně stal zastupujícím říšským protektorem pro Protektorát Čechy a Morava. Stal se též ředitelem protektorátní policie a usadil se na Dolním zámku v Panenských Břežanech asi 20 kilometrů severně od Prahy. Zde sloužila Josefa Huliciusová, která byla Reinhardovou milenkou a českou agentkou v britských službách.
Heydrich prosazoval konečné řešení české otázky. 2. října 1941 prohlásil ve větším kruhu posluchačů, že „Čech v tomhle prostoru už nemá koneckonců co pohledávat“ a on se nebude pokoušet „předělávat tuhle svoloč českou podle staré metody na Němce“. Konečné řešení české otázky zapadalo do Generalplánu Ost, nacistického plánu na likvidaci, poněmčení a vysídlení příslušníků pěti slovanských národů (Čechů, Poláků, Ukrajinců, Bělorusů a Rusů), kterým se měl vytvořit životní prostor pro německé obyvatelstvo.
Brzy po svém jmenování zlikvidoval celou první generaci odbojářů, a to včetně předsedy protektorátní vlády Aloise Eliáše. Naproti tomu běžné lidi si Heydrich snažil získat různými výhodami, a předcházet tak jejich zapojení do odbojové činnosti. Do jisté míry se tento plán dařil. To byl jeden z důvodů, proč exilová vláda v Londýně vyslala do Protektorátu parašutisty, aby Heydricha zlikvidovali.

## Smrt

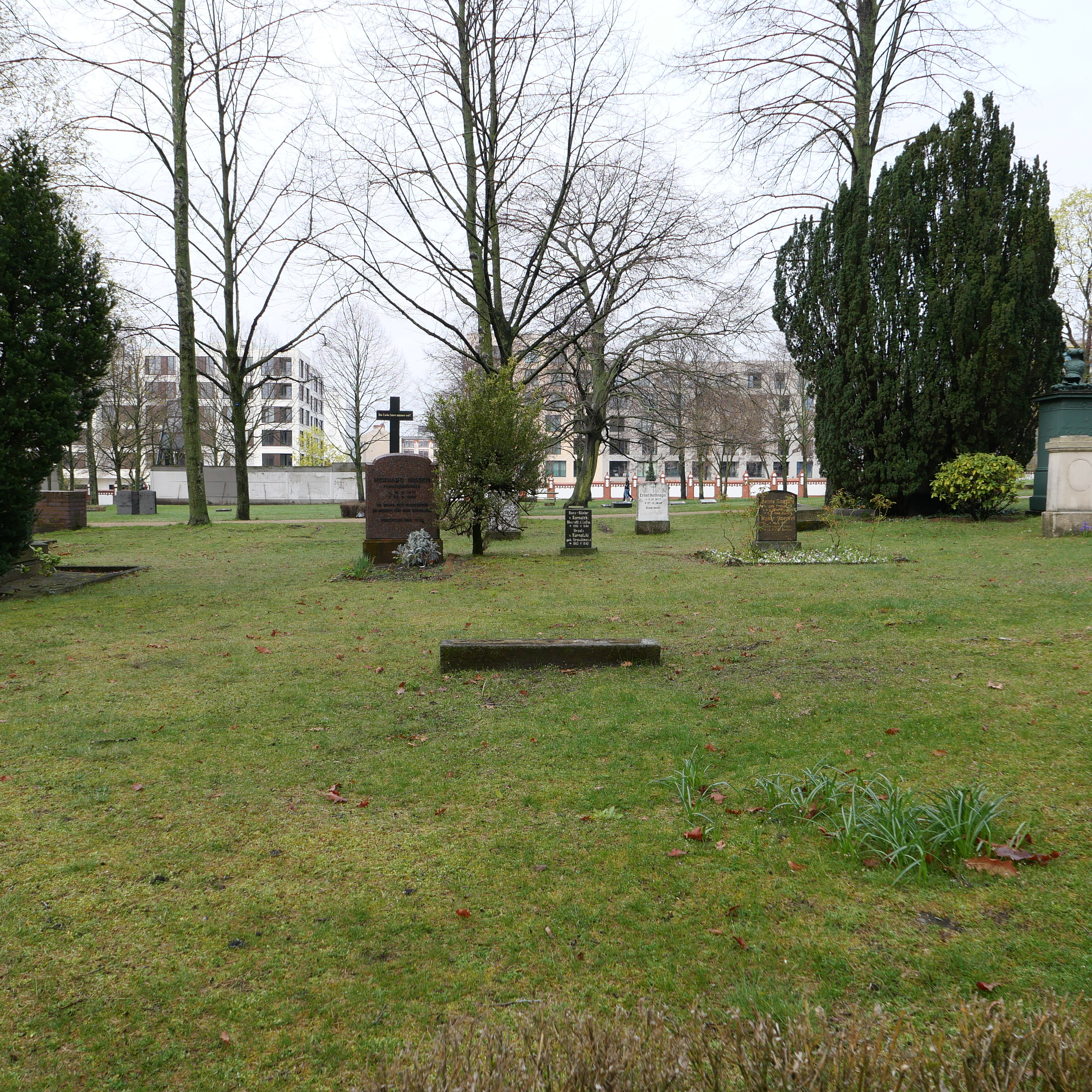
Heydrichův anonymní hrob na berlínském hřbitově invalidů. Přesné místo se stalo veřejně známým v roce 2019, kdy neznámí pachatelé otevřeli hrobku.

Dne 27. května 1942 při jeho cestě z Panenských Břežan do kanceláře na Pražský hrad na něj byl v Praze-Libni proveden atentát. Vykonali jej českoslovenští výsadkáři vycvičení a vyzbrojení ve Spojeném království Jan Kubiš a Josef Gabčík. Zprvu jeho zranění nevypadala vážně, dokonce se pokoušel pronásledovat atentátníky. První pomoc mu poskytla zdravotní sestra Marie Navarová, za což byla 29. září 1948 neprávem odsouzena k osmi letům žaláře. Po operaci, která proběhla ještě v den atentátu v nemocnici Na Bulovce, se Heydrich zprvu úspěšně zotavoval. Týden po operaci 3. června dokonce poobědval v sedě. Ten den v podvečer se ale jeho stav náhle zhoršil a prudce se mu zvýšila teplota. Objevily se nečekané komplikace, na jejichž následky zemřel – smrt nastala následkem poškození životně důležitých parenchymatózních orgánů bakteriemi, případně jejich jedy. Ty byly do těla zavlečeny poraněním výbušninou a usídlily se zejména v hrudní dutině, v bránici a krajině sleziny a tam se pomnožily (v té době nebyla v Německu k dispozici antibiotika, která ale tou dobou již měla k dispozici například armáda USA). Podle pitevního protokolu zveřejněného českými historiky r. 2004 však přesná příčina smrti nebyla zjištěna; při pitvě nebyl nalezen žádný zánět. Spekulovalo se o mozkové příhodě (mozek nebyl pitván) nebo dokonce o otravě (toxikologické vyšetření při pitvě nebylo provedeno); bez dalších důkazů zůstává přesná příčina Heydrichovy smrti neznámá. Pohřben byl s nejvyššími poctami na hřbitově invalidů v Berlíně, dnes je již jeho hrob znám.
Německé represálie na území Protektorátu Čechy a Morava, jež následovaly po atentátu a zejména po jeho smrti, neznaly míru (toto období se označuje jako heydrichiáda). Lidé byli stříleni bez soudu a vyvraždění obcí Lidice a Ležáky bylo jen jednou z epizod tehdejšího německého útlaku. Celkem bylo v bezprostřední odvetě za jeho smrt zabito minimálně 1585 lidí, což je údaj stanných soudů, celkový počet obětí bude nicméně podstatně vyšší.[zdroj?]
Atentát na Heydricha byl považován za nejvýznamnější odbojový čin v okupované Evropě a měl takový ohlas, že Británie a Francie odvolaly své podpisy pod mnichovským diktátem, který v roce 1938 připravil Československo o více než třetinu jeho území. V celé historii druhé světové války šlo o zcela ojedinělý případ, kdy se úspěšně podařilo násilně zlikvidovat některého z vysokých nacistických pohlavárů, v tomto ohledu šlo o zcela unikátní akci. Kruté řádění nacistů, které mělo být odvetou za Heydrichovu smrt, pak v mnohém usnadnilo uznání pozdějšího odsunu německého obyvatelstva ze strany západních spojenců.
Ve funkci zastupujícího říšského protektora Heydricha nahradil Kurt Daluege.

## Legenda o židovském původu
Otec Reinharda Heydricha Richard Bruno Heydrich (1865–1938), operní pěvec, skladatel, hudební pedagog, zakladatel a ředitel hudební konzervatoře v Halle an der Saale byl roku 1916 poprvé zařazen do nového vydání nejobsažnějšího a velmi prestižního Riemannova hudebního slovníku (Riemann Musiklexikon). U hesla „Heydrich, Bruno“ stálo „ve skutečnosti Süß“, což implikovalo židovský původ. Perfidnost dodatku spočívala ve skutečnosti, že otčím Richarda Bruna Heydricha se jmenoval Süß. Heydrich obávající se poškození pověsti žaloval vydavatele slovníku pro urážku na cti. Během soudního procesu vyšlo najevo, že sporný dodatek byl ve slovníku uveřejněn na popud Martina Freye, příbuzného jednoho z redaktorů a Heydrichova bývalého studenta, který se chtěl pomstít za vyloučení z konzervatoře. Richard Bruno Heydrich soudní spor vyhrál a dosáhl odstranění dodatku z příštího vydání slovníku. Ve městě nezůstal proces bez povšimnutí. Spolužáci si pro Heydrichovy syny vymysleli hanlivou přezdívku „Isi“ nebo „Isidor“.
Po druhé světové válce se fámy o Heydrichově zčásti židovském původu začaly objevovat od 50. let 20. století jak v memoárové literatuře (např. Walter Hagen, Die geheime Front. Organisation, Personen und Aktionen des deutschen Geheimdienstes, Linz, 1950; Hans B. Gisevius, Bis zum bitteren Ende. Bericht eines Augenzeugen aus den Machtzentrn des Dritten Reiches, Hamburg, 1960), tak i ve vědecké historické literatuře, přebírající ovšem literaturu memoárovou (například Gerald Reitlinger, The Final Solution. The Attempt to Exterminate the Jews of Europe 1939–1945, London, 1953; Joachim C. Fest, Das Gesicht des Dritten Reiches. Profile einer totalitären Herrschaft. Piper, München 1963). Výsledky bádání opřené o prameny přinesl teprve Shlomo Aronson ve své disertaci Reinhard Heydrich und die Frühgeschichte von Gestapo und SD, Stuttgart 1971. Na základě Aronsonových údajů pátrala Karin Flachowsky po původu Heydrichových předků v saských církevních matrikách a dokázala, že otcova linie byla evangelicko-luteránského, a matčina římsko-katolického a evangelicko-luteránského vyznání. Babička Reinharda Heydricha Ernestine Wilhelmine Heydrich, rozená Lindner, matka jeho otce Richarda Bruna, se po smrti prvního manžela, nástrojáře Carla Julia Reinholda Heydricha, provdala za zámečnického pomocníka Gustava Roberta Süsse (psáno rozdílně Süss či Süß), rovněž evangelicko-luteránského vyznání.

## Lidé v jeho okolí

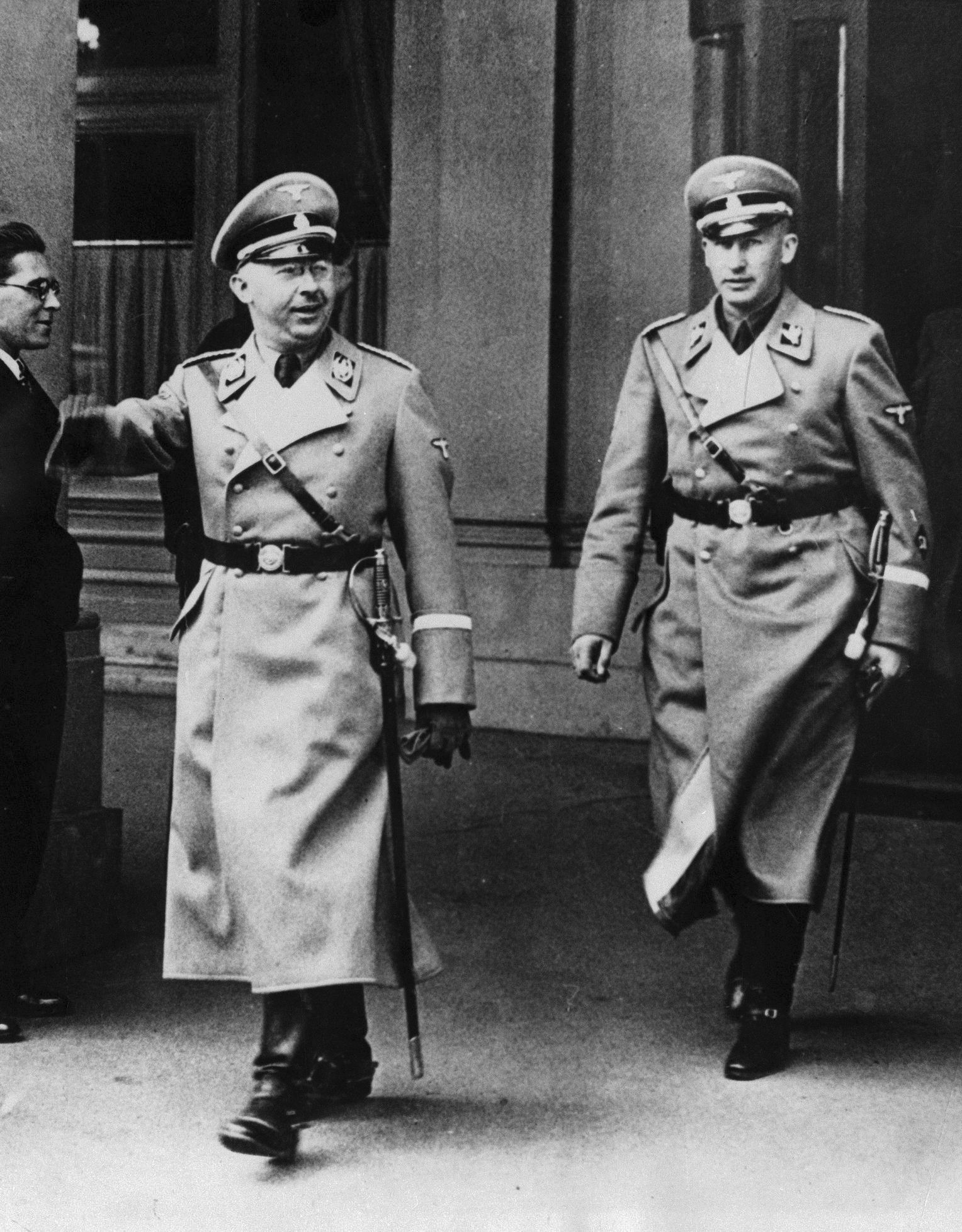
Heydrich a Heinrich Himmler (březen 1938)

- Adolf Hitler, vůdce německé nacistické strany NSDAP a kancléř třetí říše
- Heinrich Himmler, říšský vedoucí SS, Heydrichův přímý nadřízený
- Konstantin von Neurath, říšský protektor, který postupně ztrácel moc a kterého Heydrich jako zastupující říšský protektor ve funkci de facto nahradil
- Hermann Göring, říšský maršál letectva, vrchní velitel Luftwaffe
- Joseph Goebbels, říšský ministr propagandy
- Martin Bormann, říšský vedoucí NSDAP a Hitlerův osobní sekretář
- Heinrich Müller, velitel gestapa v RSHA
- Adolf Eichmann, Heydrichův důvěrník, velitel židovských deportací do ghett a plynových komor v RSHA
- Werner Best, Heydrichův zástupce v SD a v RSHA
- Karl Hermann Frank, Heydrichův zástupce v Protektorátu Čechy a Morava
- Walter Schellenberg, velitel špionážní služby a rozvědky v RSHA
- Otto Ohlendorf, velitel zásahových jednotek a vražedných komand v SS
- Bruno Streckenbach, velitel SS, vedoucí obchodního oddělení RSHA, po Heydrichově smrti vedl RSHA až do jmenování Ernsta Kaltenbrunnera
- Arthur Nebe, velitel zásahové jednotky SS, velitel kriminálního úřadu RSHA, zároveň udržoval kontakty s odbojem
- Franz Alfred Six, velitel úřadu RSHA pro "vědecké zkoumání protivníků", velitel komanda SS
- Rudolf Höß, podvakrát velitel likvidačního tábora v Osvětimi, dozorce v Dachau a v Sachsenhausenu
- Herbert Backe, Heydrichův osobní přítel, ministr zemědělství třetí říše

## V kultuře

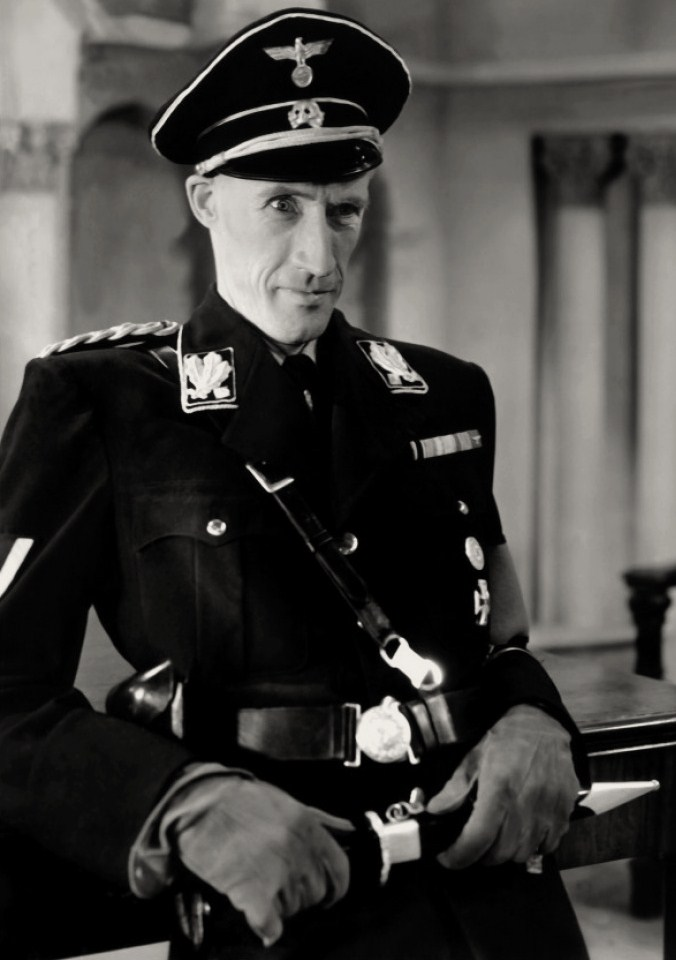
John Carradine jako Reinhard Heydrich ve filmu Hitler's Madman (1943)

- V americkém filmu Hangmen Also Die! (1943), volně inspirovaném atentátem, hrál Heydricha německý herec Hans Heinrich von Twardowski.
- V dalším americkém filmu z téhož roku Hitler's Madman se titulní role zhostil americký herec John Carradine.
- V československém filmu Atentát (1964) byl ztvárněn východoněmeckým hercem Siegfriedem Loydou.
- V dvoudílném filmu Sokolovo (1974) byla role zastupujícího říšského protektora svěřena (opět východoněmeckému) herci Hanjo Hassemu.
- V americkém filmu Operace Daybreak (1975) ho hrál německý herec Anton Diffring.
- V českém filmu Lidice (2011), koprodukčním filmu Anthropoid (2016) a českém dvoudílném televizním filmu Anatomie zrady (2020) jej představoval německý herec Detlef Bothe.
- Film Smrtihlav z roku 2017 je věnován atentátu na Heydricha, vedle operace Anthropoid však ukazuje i život a kariéru samotného Reinharda Heydricha. Ve filmu ho ztvárnil australský herec Jason Clarke.

## Vyznamenání
- Letecký pilotní odznak
- Frontová letecká spona[14], průzkum – bronzová
- SS-Ehrenring
- Sudetská pamětní medaile
- Medaile za Anschluss
- Železný kříž, I. třída (1941)
- Železný kříž, II. třída (1940)
- Řád krve[15] (1942)
- Německý řád[16], I. stupeň (1942)
- Odznak za zranění 1939, zlatý
- Záslužný řád Německého orla
- Medaile na památku návratu Memelu[17]
- Medaile Atlantického valu[18]
- Zlatý stranický odznak
- Služební vyznamenání NSDAP[19], I. stupeň – bronzové
- Gdaňský kříž

údaje použity z: polská Wikipedie-Reinhard Hendrich/Odznaczenia a ruská Wikipedie-Гейдрих, Рейнхард